# 新坂下駅
新坂下駅（しんさかしたえき）は、かつて岐阜県恵那郡坂下町（現・中津川市）に存在した、坂川鉄道の駅（廃駅）である。
当駅は現在の東海旅客鉄道（JR東海）中央本線坂下駅の東側に隣接していた。また、この地域の勾配が急であったため、当駅から丸野駅方面への線路は一旦南下し、反時計回りで東から北へ向かい、西に向かって中央本線トンネル（坂下 - 田立間）の上の山を通り、北上していた。

## 歴史
- 1926年（大正15年）12月12日 - 坂川鉄道当駅 - 丸野駅間が開通し、当駅が開設される[2]。
- 1944年（昭和19年）12月1日 - 坂川鉄道が廃止され、当駅も廃止される[3]。坂川鉄道の路線は林野局に譲渡され、（森林鉄道）の坂下森林鉄道の一部となったため、駅としてではなく、坂下森林鉄道の接続施設としては存続する。
- 1956年（昭和31年） - 坂下森林鉄道の旧坂川鉄道の区間廃止により接続施設廃止。

## 駅構造
- 旅客用は1面1線のホームであった。
- もともと坂川鉄道は川上川（木曽川支流）沿いの地域（裏木曽）の森林（神宮備林）の木材運搬が主な目的であったため、積込用の側線、貯木場が設置されていた。
- 軌間762mmの軽便鉄道の駅であり、線路による直接の坂下駅への接続がなかった。

## 現在の状況
国民健康保険坂下病院の中央本線沿いの駐車場が駅跡地とされる。

## 隣の駅
坂川鉄道
坂川鉄道線
新坂下駅 - 稲荷堂駅